# Sulzeiche

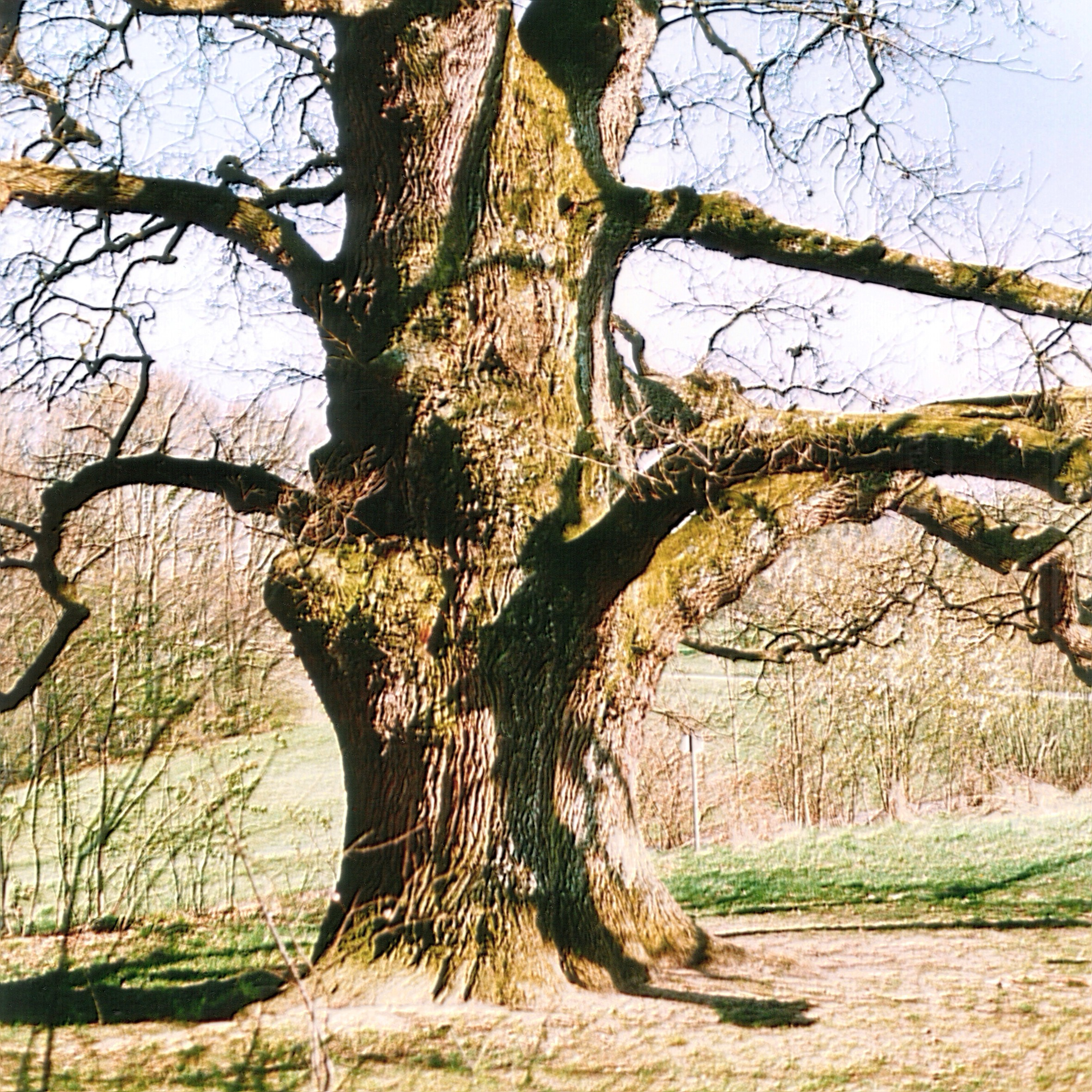
Die Sulzeiche

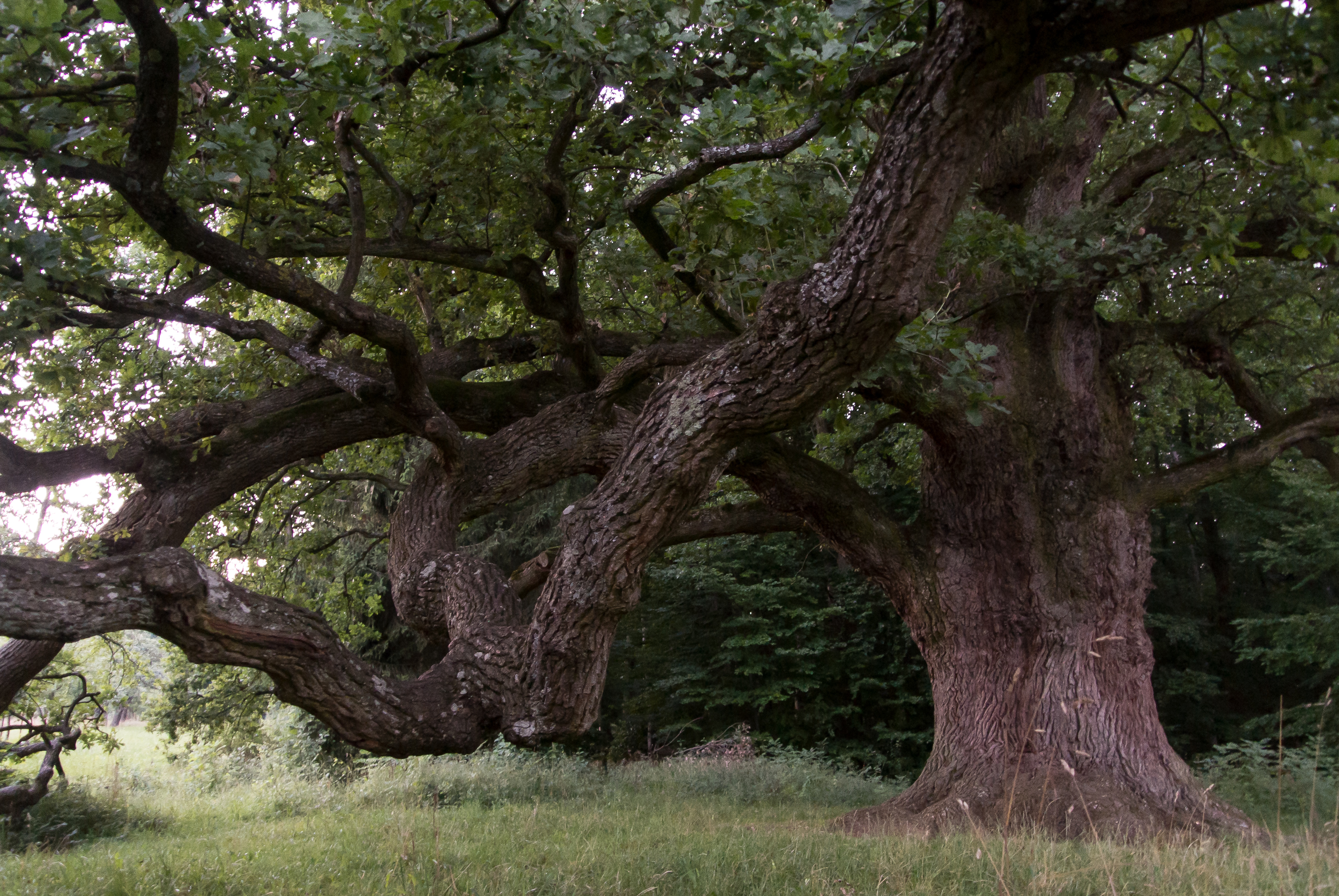
Die Sulzeiche im Sommer

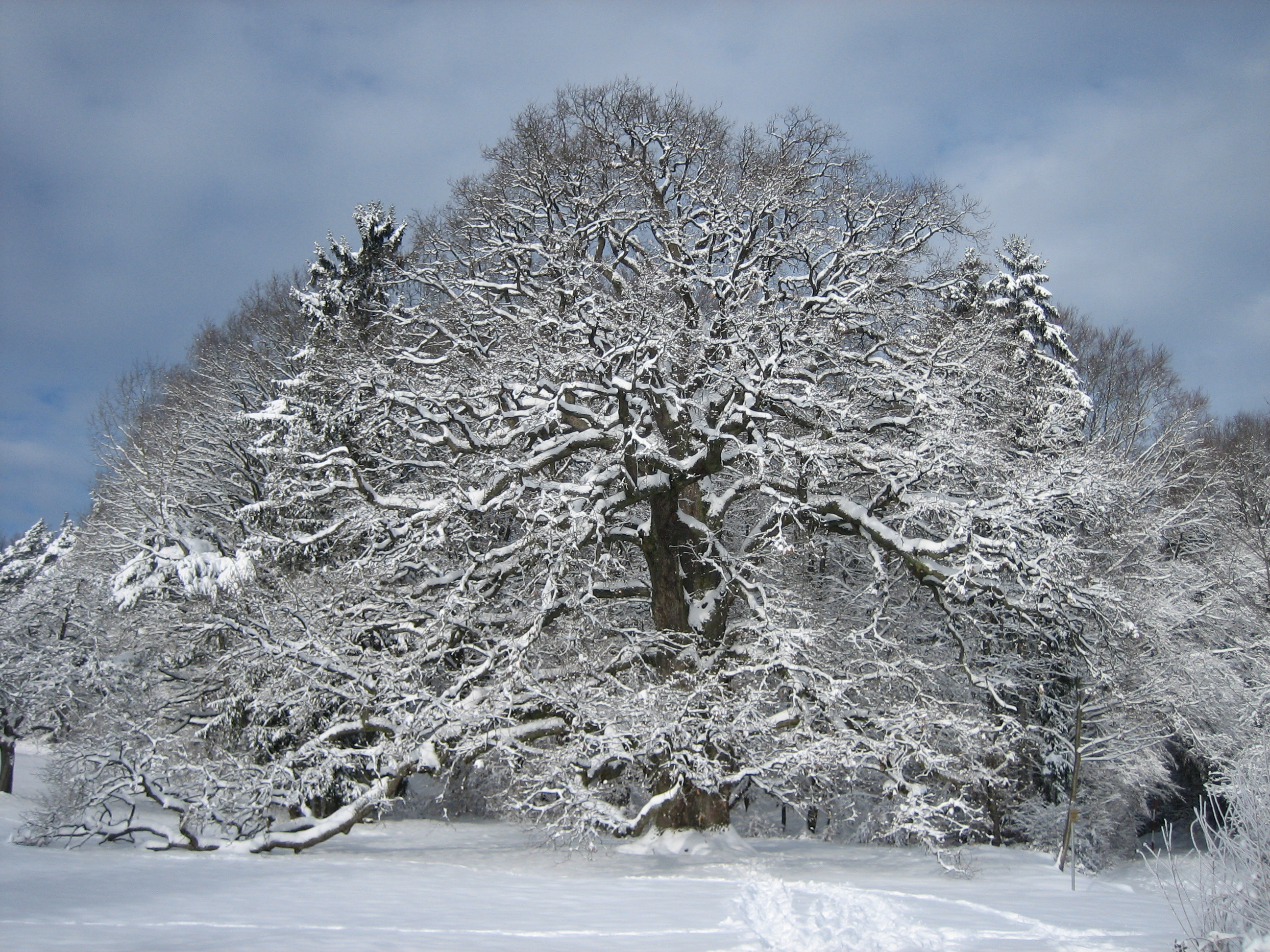
Die Sulzeiche im Schnee

Die Sulzeiche ist eine etwa 450-jährige, imposante Stieleiche (Quercus robur) in der Region Neckar-Alb. Sie steht als Naturdenkmal ausgewiesen auf der Gemarkung von Walddorfhäslach am Nordrand des baden-württembergischen Landkreises Reutlingen.

## Geographische Lage
Die Sulzeiche wächst im Ostteil des Naturparks Schönbuch rund 1,3 km nordnordwestlich des Ortskerns von Walddorf, dem westlichen Gemeindeteil von Walddorfhäslach. Sie befindet sich auf dem Ostteil des langgestreckten Rückens des Schaichbergs (456 m ü. NN) auf etwa 440 m Höhe. Direkt nördlich liegt der Waldsaum des Schaichtals. 

## Naturschutzgebiet
Der Baum steht am Ostrand des rund 1,9 ha großen „Naturschutzgebiets Sulzeiche“, das am 16. November 1981 gegründet wurde und auf etwa 445 bis 455 m ü. NN liegt. Die Bundesstraße 27 führt etwa 300 m südöstlich am Baum vorbei. Schutzzweck ist das typische, in weitem Umkreis einzigartige Waldsaumbiotop mit offenen Bodenflächen und Magerrasen als Lebensraum einer artenreichen Insektenfauna. Eine Besonderheit der lokalen Insektenfauna stellt die in Mitteleuropa selten vorkommende Grabwespe Didineis lunicornis dar. 

## Beschreibung
Der mächtige Stamm der Sulzeiche hat einen Umfang von 6,35 m. Die Krone des Baumveteranen ist außergewöhnlich vielastig aufgebaut und überspannt mit ihrem größten Durchmesser mehr als 25 m. Auf der Rückseite ist vor langer Zeit ein starker Hauptast herausgebrochen. Die nachfolgend eindringende Feuchtigkeit hat mittlerweile zu starker Verpilzung und Zersetzung des Splintholzes geführt. Dennoch befindet sich die Sulzeiche noch in vergleichsweise gutem Zustand.

## Geschichte
Der Theologe Friedrich Christoph Oetinger (1702–1782), ein Pietist und Mystiker, der von 1746 bis 1752 Pfarrer in Walddorf war, soll an dieser Eiche gebetet und „den Geistern gepredigt“ haben. Der evangelische Theologe Otto Michel (1903–1993), der Gründer des Tübinger Institutum Judaicum, der selbst gelegentlich zur Eiche kam, um hier die Nähe Gottes zu suchen, beschrieb den Platz an der Eiche als „Ort, an dem Himmel und Erde sich berühren“.